# ثريا ساينز دي سانتاماريا
ماريا ثريا ساينز من سانتاماريا أنتون (بالإسبانية: María Soraya Sáenz de Santamaría Antón) هي سياسية إسبانية تنتمي إلى حزب الشعب الإسباني. كانت تشغل منصب نائب رئيس الوزراء في حكومة راخوي الثانية حتى الأول من شهر يونيو (حزيران) عام 2018، وكذلك شغلت منصب رئيسة مؤقتة لحكومة اقليم كتالونيا من شهر أكتوبر (تشرين الأول) عام 2017 حتى شهر مايو (آيار) عام 2018.

## حياتها
درست ثريا علوم القانون في  جامعة فايادوليد وأتمت دراستها عام 1994، وعملت فيما بعد كمحامية في منطقة قشتالة وليون وذلك قبل دخولها إلى عالم السياسة في عام 1999 وكان عمرها آنذاك سبعة وعشرين عامًا.
إن ثريا عضوة في مجلس النواب عن مدريد منذ عام 2004، وفي عام 2008 تم انتخابها لتصبح المتحدثة باسم حزب الشعب وبذلك تصبح أول امرأة تتولى هذا المنصب في الحزب. كانت أول شخص يتولى منصب نائب رئيس الوزراء والمتحدث الرسمي باسم الجكومة والوزير الرئاسي في حكومة راخوي الأولى في ديسمبر (كانون الأول) عام 2011. كان لثريا الدور القيادي في حزبها خلال الحملات الانتخابية قبل الانتخابات البرلمانية في عام 2015 وكان تراها بعض وسائل الإعلام بأنها مناسبة بالفعل لتشغل منصب راخوي في رئاسة الحكومة في حالة رحيله ، وأصبحت في حكومة راخوي الثانية التي تم تكوينها عام 2016 نائبًة رئيس الوزراء ولكن لم تشغل منصب المتحدث الرسمي باسم الحكومة. تولت منصب «الإدارات الإقليمية» وبالتالي فهي المسؤولة عن العلاقات الحكومية الإقليمية.
و خلال الأزمة الدستورية الإسبانية واستفتاء استقلال كتالونيا في الأول من أكتوبر (تشرين الأول) عام 2017 شغلت منصب الوزيرة المسؤولة عن الحكومة والملك. بعد أن تم اعتمد برلمان كتالونيا في السابع والعشرين من شهر أكتوبر (تشرين الأول) عام 2017 الأزمة الدستورية الإسبانية - والتي وفقًا للقانون الإسباني غير قانونية- وبعد أن حلت الحكومة الإسبانية حكومة إقليم كتالونيا وذلك وفقًا للمادة 155 من الدستور الإسباني وافق راخوي على تعين ثريا لتصبح المبعوثة الرئاسية في حكومة كتالونيا حتى لما يُسمى استقلال استفتاء كتالونيا المُنعقد في الحادي والعشرين من شهر ديسمبر (كانون الأول) عام 2017 كنتيجة إلى معارضة كارلس بوتشدمون. تم انتخاب خليفها في الحزب والمؤيد لانفصال كتالونيا يواكيم تورا ليصبح رئيسًا لكتالونيا قي الرابع عشر من مايو (آيار) عام 2018 حيث تم انتخابه كمرشح عن قائمة «معًا من أجل كتالونيا» ليدخل البرلمان الكتالوني.
انتهى منصب ثريا كنائبة لرئيس الوزراء بعد اقتراع بسحب الثقةأجراه برلمان إسبانيا ضد حكومة ماريانو راخوي في الأول من يونيو (حزيران) عام 2018.

## حياتها الشخصية
إن ثريا متزوجة بإيفان روزا منذ عام 2005 ولديهما ولد واحد.

## وصلات خارجية
- ثريا ساينز دي سانتاماريا على موقع IMDb (الإنجليزية)
- ثريا ساينز دي سانتاماريا على موقع مونزينجر (الألمانية)

- السيرة الذاتية لثريا ساينز دي سانتاماريا على موقع البرلمان الإسباني  (باللغة الأسبانية)
- مقالة عن ثريا ساينز دي سانتاماريا (باللغة الألمانية)